# Label 73
Label 73 foi uma gravadora subsidiária da TIME, fundada por Giacomo Maiolini em 2004 e especializou-se em house e dance music.

## Hitória

### A fundação da Label 73 e o primeiro lançamento
Em 2004, o presidente da Time Group, Giacomo Maiolini, fundou a Label 73, que realizou, no mesmo ano, a gravação de Sorry Marin: o primeiro lançamento da gravadora, porém o último projeto musical de Tristano De Bonis como Magic Box.

### DJ Ross trabalha na Label 73 e inicia uma parceria com Double You
Em 2005, Rossano Prini, conhecido artisticamente como DJ Ross, deixou a Spy Records (Italy) pois foi convocado por Maiolini para trabalhar com artistas e repertório na Label 73, e, a partir daí, nasceu uma forte parceria do DJ italiano com a banda Double You, liderada pelo vocalista William Naraine. Em maio do mesmo ano, a sub-gravadora da TIME Srl lançou Get Up Up, o primeiro single de DJ Ross & Double You.

### O último lançamento e o fechamento da Label 73
Em 2006, a Label 73 lançou Beat Goes On, segundo projeto musical de DJ Ross com Double You, seu último lançamento. No mesmo ano, a gravadora, que após ter realizado somente 8 lançamentos, sendo seis em vinil e apenas dois em CD, fechou as portas definitivamente, depois de ficar ativo por durante apenas dois anos.